# لوكهيد مارتن إيه-4إيه آر فايتنغهوك
لوكهيد مارتن إيه-4إيه آر فايتنغهوك (4AR Fightinghawk) هو ترقية رئيسية لطائرة  ماكدونيل دوغلاس إيه-4 سكاي هوك الهجومية صممت لسلاح الجو الأرجنتيني و دخلت الخدمة في عام 1998. سمي البرنامج فايتنغهوك تيمنا بطائرة جنرال دايناميكس إف-16 فايتينغ فالكون اليي أخذ منها نظام الملاحة.

## طرازات الطائرة
أي-4أي أر
32 طائرة تم تحويلها من طائرة  أي-4أم
أو أي-4أي أر
4  طائرات تم تحويلها من طائرة تي أي--4أف.